# Корнев, Алексей Александрович
Алексей Александрович Корнев (21 июля 1991, Электросталь, Московская область) — российский биатлонист, участник Кубка мира, чемпион России по биатлону, чемпион мира среди юниоров по летнему биатлону. Мастер спорта России международного класса.

## Биография
Первый тренер — Е. А. Чемагина. Занимался биатлоном в экспериментальной группе «Сочи-2014» под руководством Николая Петровича Лопухова и Александра Касперовича. В 2013 году перешёл из команды Московской области в Ханты-Мансийский автономный округ, тренируется у Владимира Владимировича Брагина.

### Юниорская карьера
В 2012 году на чемпионате мира среди юниоров по летнему биатлону в Уфе стал чемпионом в смешанной эстафете в составе сборной России вместе с Ольгой Подчуфаровой, Ольгой Калиной и Антоном Бабиковым. В спринте занял шестое место, а в гонке преследования завоевал бронзовые медали.

### Взрослая карьера
В 2013 и 2014 годах становился призёром чемпионата России по летнему биатлону.
На чемпионате России 2014 года выигрывал бронзовые награды в эстафете и командной гонке. На чемпионате России 2016 года стал чемпионом в гонке патрулей и бронзовым призёром в суперпасьюте.
В Кубке IBU дебютировал в сезоне 2014/15 на этапе в Обертиллиахе, заняв 63-е место в индивидуальной гонке. На следующем этапе в Брезно впервые поднялся на подиум, заняв третье место в спринте, а на этапе в Канморе показал свой лучший результат, став победителем спринта.
В Кубке мира дебютировал в сезоне 2015/16 на этапе в Преск-Айле, когда тренеры сборной России решили выставить на североамериканские этапы резервный состав. Принял участие в одной гонке — спринте, в котором финишировал 79-м среди 88 участников.

## Личная жизнь
Окончил Московскую государственную академию физической культуры (Малаховка, 2013). Не женат.